# Устав Володимира Мономаха

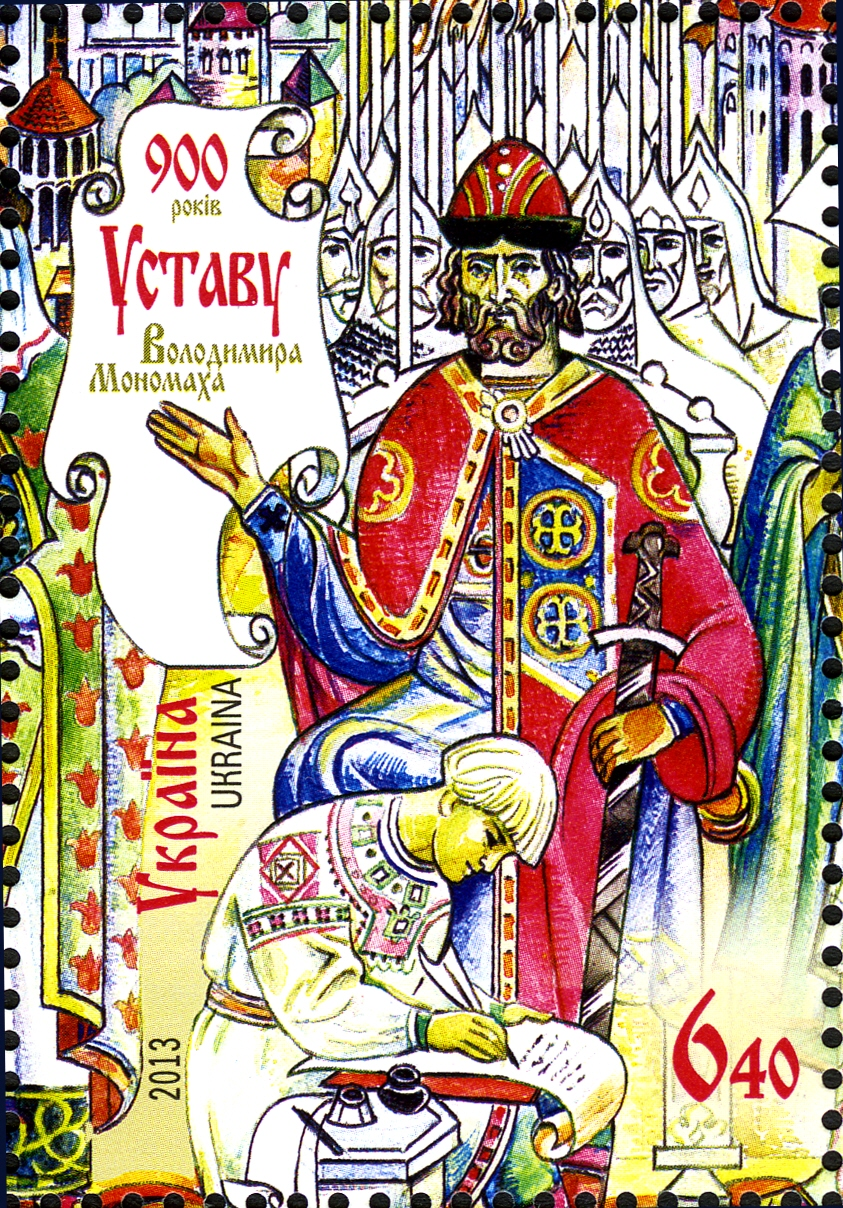
Блок «900 років Уставу Володимира Мономаха». Виконаний у візантійському стилі, що відповідає мистецькому стилю епохи того часу. На марці зображено князя та писаря.

Уста́в (статут) Володи́мира Монома́ха — закони київського князя Володимира Мономаха, вміщені у розширеній редакції «Руської Правди». 

## Історія створення
Устав Володимира Мономаха був прийнятий після повстання у Києві 1113 представниками вищих станів з поступками для міщан і нижчих станів населення у с. Берестові під Києвом після того, як Мономах став князем. У складенні уставу брали участь, крім кн. Володимира Мономаха, тисяцькі — Ратибор (київський), Прокопій (білгородський), Станіслав (переяславський) і дехто з бояр.

## Зміст
Складається з 69 статей, що містять норми кримінального, цивільного і судового права. Він регулював становище залежних селян — закупів. У ньому точніше визначено становище холопів. Так, за статутом визначалися джерела холопства і дещо обмежувалася влада пана над закупом. Панові не дозволялося бити закупа без вини. Закуп не відповідав за пропажу не з його вини майна пана. Але у всіх випадках провину закупа, визначав сам пан. С. обмежував лихварські відсотки до 25 % річних, забороняв перетворювати на раба неспроможного купця-боржника, якщо його неспроможність сталася в результаті нещасного випадку тощо.